# 10e étape du Tour de France 2023
La 10e étape du Tour de France 2023 se déroule le mardi 11 juillet 2023 entre Vulcania (Saint-Ours-les-Roches) et Issoire, exclusivement tracée au Puy-de-Dôme, sur une distance de 167,2 kilomètres.

## Parcours
Au lendemain de la première journée de repos, le départ de la dixième étape est donné depuis le parc à thèmes Vulcania, propulsé par l'ancien président français Valery Giscard d'Estaing et inauguré en 2002. Situé à quelques kilomètres au nord du volcan du Puy de Dôme et au nord-ouest de Clermont-Ferrand, Vulcania est ville étape du Tour de France pour la première fois. Le Massif central, à travers le parc naturel régional des Volcans d'Auvergne et plus particulièrement le massif du Sancy, sert de cadre à un parcours accidenté, composé de cinq ascensions répertoriées : le col de la Moréno (3e catégorie, km 7, 4,8 km à 4,7 %), le col de Guéry (3e catégorie, km 27,5, 7,8 km à 5 %), le col de la Croix Saint-Robert (2e catégorie, km 66,5, 6 km à 6,3 %), la côte de Saint-Victor-la-Rivière (3e catégorie, km 84,5, 3 km à 5,9 %) et la côte de la Chapelle-Marcousse (3e catégorie, km 138,5, 6,5 km à 5,6 %). Le sprint intermédiaire est situé au Mont-Dore (km 59,9), au pied de la montée du col de la Croix Saint-Robert. Le sommet de la dernière ascension répertoriée au grand prix de la montagne est situé à 28,6 km de l'arrivée à Issoire, placée devant les casernes militaires. Considérée comme difficilement contrôlable par le peloton, cette étape pourrait être un terrain propice à une échappée au long cours.

## Déroulement de la course
Dès le kilomètre zéro, de nombreux coureurs s'activent pour former une échappée. Au col de la Moreno, km 7 (3e catégorie, 4,8 km à 4,7 %), le Danois Anthon Charmig (Uno-X) passe en tête devant le Français Rémi Cavagna (Soudal Quick-Step), avec six secondes d'avance sur un groupe de contre dans lequel se trouvent, entre autres, les deux premiers du classement général, le Danois Jonas Vingegaard (Jumbo-Visma) et le Slovène Tadej Pogačar (UAE Emirates), et seize secondes sur le peloton. Ces deux derniers tentent de revenir sur l'échappée ; finalement, tous les coureurs à l'avant sont repris.
Dans l'ascension du col de Guéry, km 27,5 (3e catégorie, 7,8 km à 5 %), la forte chaleur élimine des coureurs bien placés au classement général, comme les deux Français Romain Bardet (DSM-Firmenich) et David Gaudu (Groupama-FDJ), ainsi que le Belge Wout van Aert, le Colombien Egan Bernal ou encore l'Americain Neilson Powless. Au sommet, le Néerlandais Wout Poels (Bahrain Victorious) précède le Letton Krists Neilands (Israel-Premier Tech), avec trois secondes d'avance sur le groupe maillot jaune ; le groupe des lâchés compte une minute et trente-six secondes de retard sur la tête de course. Au km 40, un groupe de sept coureurs parvient à s'extraire du groupe maillot jaune, avec : l'Allemand Georg Zimmermann (Intermarché-Circus-Wanty), l'Australien Nick Schultz (Israel-Premier Tech), le Colombien Esteban Chaves (EF Education-EasyPost), les deux Danois Kasper Asgreen (Soudal Quick-Step) et Mattias Skjelmose Jensen (Lidl-Trek), l'Espagnol Pello Bilbao (Bahrain Victorious) et le Français Warren Barguil (Arkéa-Samsic). Peu après, un groupe de sept poursuivants se forme, avec : l'Australien Ben O'Connor (AG2R Citroën), le Colombien Harold Tejada (EF Education-EasyPost), l'Espagnol Antonio Pedrero (Movistar), les deux Français Julian Alaphilippe (Soudal Quick-Step) et Anthony Perez (Cofidis), le Letton Krists Neilands (Israel-Premier Tech) et le Polonais Michał Kwiatkowski (INEOS Grenadiers). A l'entrée du Mont-Dore, le groupe Bardet - Gaudu parvient à revenir sur le groupe maillot jaune.
Au sprint intermédiaire de Mont-Dore (km 59,9), Kasper Asgreen devance Warren Barguil, avec vingt-deux secondes d'avance sur le groupe de contre, une minute et quarante-huit secondes sur le maillot vert belge Jasper Philipsen (Alpecin-Deceuninck) et une minute et cinquante-six secondes d'avance sur le peloton. Dans l'ascension du col de la Croix Saint-Robert (2e catégorie, km 66,5, 6 km à 6,3 %), le Français Guillaume Martin (Cofidis) sort du peloton et tente de revenir sur les coureurs de tête, en vain. Dans le groupe de contre, Ben O'Connor quitte ses compagnons pour regagner seul les coureurs de front. Au sommet, Warren Barguil précède Esteban Chaves, avec douze secondes d'avance sur le reste des coureurs de tête, quarante-neuf secondes sur le groupe de contre et deux minutes et trente-quatre secondes sur le peloton. Au pied de la côte de Saint-Victor-la-Rivière (3e catégorie, km 84,5, 3 km à 5,9 %), le groupe de contre rejoint le groupe de tête. Dans l'ascension, Esteban Chaves part seul ; au sommet, il passe avec trente-cinq secondes d'avance sur le groupe de poursuivants et trois minutes et vingt-sept secondes sur le peloton. Le champion de Colombie est finalement repris plus de cinq kilomètres après sa tentative solitaire. À cinquante-cinq kilomètres de l'arrivée, Krists Neilands tente de s'échapper seul, il est repris cinq kilomètres plus tard.
Dans l'ascension de l'ultime difficulté de la journée, la côte de la Chapelle-Marcousse (3e catégorie, km 138,5, 6,5 km à 5,6 %), Krists Neilands s'isole de nouveau à l'avant, Julian Alaphilippe et Warren Barguil sont notamment distancés. Au sommet, le coureur letton bascule en tête avec quarante secondes d'avance sur ses cinq premiers poursuivants : O'Connor, Bilbao, Chaves, Zimmermann et Pedrero. À 24 km de l'arrivée, Barguil, Alaphilippe, Skjelmose et Kwiatkowski se regroupent et accusent un retard de trente secondes sur le groupe de chasse des cinq coureurs lancés à la poursuite de Nielands. À 15 km de l'arrivée, Neilands ne possède plus que quinze secondes sur ses poursuivants. Finalement, le Letton est repris à 3,2 km du terme par les cinq hommes du premier groupe de chasse. La victoire se joue dès lors entre ces six coureurs. C'est l'Espagnol Pello Bilbao qui gagne le sprint et remporte l'étape devant l'Allemand Georg Zimmermann et l'Australien Ben O'Connor.

## Résultats
Cette section présente les résultats et prix obtenus au cours de l'étape.

### Classement de l'étape
| Classement de la 10e étape | Classement de la 10e étape | Classement de la 10e étape | Classement de la 10e étape | Classement de la 10e étape |
|                            | Coureur                    | Pays                       | Équipe                     | Temps                      |
| -------------------------- | -------------------------- | -------------------------- | -------------------------- | -------------------------- |
| 1er                        | Pello Bilbao               | Espagne                    | Bahrain Victorious         | en 3 h 52 min 34 s         |
| 2e                         | Georg Zimmermann           | Allemagne                  | Intermarché-Circus-Wanty   | + 0 s                      |
| 3e                         | Ben O'Connor               | Australie                  | AG2R Citroën Team          | + 0 s                      |
| 4e                         | Krists Neilands            | Lettonie                   | Israel-Premier Tech        | + 0 s                      |
| 5e                         | Esteban Chaves             | Colombie                   | EF Education-EasyPost      | + 0 s                      |
| 6e                         | Antonio Pedrero            | Espagne                    | Movistar Team              | + 3 s                      |
| 7e                         | Mattias Skjelmose Jensen   | Danemark                   | Lidl-Trek                  | + 27 s                     |
| 8e                         | Michał Kwiatkowski         | Pologne                    | Ineos Grenadiers           | + 27 s                     |
| 9e                         | Warren Barguil             | France                     | Arkéa-Samsic               | + 30 s                     |
| 10e                        | Julian Alaphilippe         | France                     | Soudal Quick-Step          | + 32 s                     |
| modifier                   |                            |                            |                            |                            |

### Bonifications en temps
|   | Coureur          | Pays      | Équipe                   | Secondes |
| - | ---------------- | --------- | ------------------------ | -------- |
| 1 | Pello Bilbao     | Espagne   | Bahrain Victorious       | 10 s     |
| 2 | Georg Zimmermann | Allemagne | Intermarché-Circus-Wanty | 6 s      |
| 3 | Ben O'Connor     | Australie | AG2R Citroën Team        | 4 s      |

### Points attribués
| Sprint intermédiaire Le Mont-Dore (km 59,9) | Sprint intermédiaire Le Mont-Dore (km 59,9) | Sprint intermédiaire Le Mont-Dore (km 59,9) | Sprint intermédiaire Le Mont-Dore (km 59,9) | Sprint intermédiaire Le Mont-Dore (km 59,9) |
| ------------------------------------------- | ------------------------------------------- | ------------------------------------------- | ------------------------------------------- | ------------------------------------------- |
|                                             | Coureur                                     | Pays                                        | Équipe                                      | Point(s)                                    |
| 1er                                         | Kasper Asgreen                              | Danemark                                    | Soudal Quick-Step                           | 20                                          |
| 2e                                          | Warren Barguil                              | France                                      | Arkéa-Samsic                                | 17                                          |
| 3e                                          | Georg Zimmermann                            | Allemagne                                   | Intermarché-Circus-Wanty                    | 15                                          |
| 4e                                          | Pello Bilbao                                | Espagne                                     | Bahrain Victorious                          | 13                                          |
| 5e                                          | Esteban Chaves                              | Colombie                                    | EF Education-EasyPost                       | 11                                          |
| 6e                                          | Mattias Skjelmose Jensen                    | Danemark                                    | Lidl-Trek                                   | 10                                          |
| 7e                                          | Nick Schultz                                | Australie                                   | Israel-Premier Tech                         | 9                                           |
| 8e                                          | Michał Kwiatkowski                          | Pologne                                     | Ineos Grenadiers                            | 8                                           |
| 9e                                          | Julian Alaphilippe                          | France                                      | Soudal Quick-Step                           | 7                                           |
| 10e                                         | Anthony Perez                               | France                                      | Cofidis                                     | 6                                           |
| 11e                                         | Harold Tejada                               | Colombie                                    | Astana Qazaqstan Team                       | 5                                           |
| 12e                                         | Antonio Pedrero                             | Espagne                                     | Movistar Team                               | 4                                           |
| 13e                                         | Ben O'Connor                                | Australie                                   | AG2R Citroën Team                           | 3                                           |
| 14e                                         | Krists Neilands                             | Lettonie                                    | Israel-Premier Tech                         | 2                                           |
| 15e                                         | Jasper Philipsen                            | Belgique                                    | Alpecin-Deceuninck                          | 1                                           |
| modifier                                    |                                             |                                             |                                             |                                             |

| Arrivée d'étape Issoire (km 167,2) | Arrivée d'étape Issoire (km 167,2) | Arrivée d'étape Issoire (km 167,2) | Arrivée d'étape Issoire (km 167,2) | Arrivée d'étape Issoire (km 167,2) |
| ---------------------------------- | ---------------------------------- | ---------------------------------- | ---------------------------------- | ---------------------------------- |
|                                    | Coureur                            | Pays                               | Équipe                             | Point(s)                           |
| 1er                                | Pello Bilbao                       | Espagne                            | Bahrain Victorious                 | 30                                 |
| 2e                                 | Georg Zimmermann                   | Allemagne                          | Intermarché-Circus-Wanty           | 25                                 |
| 3e                                 | Ben O'Connor                       | Australie                          | AG2R Citroën Team                  | 22                                 |
| 4e                                 | Krists Neilands                    | Lettonie                           | Israel-Premier Tech                | 19                                 |
| 5e                                 | Esteban Chaves                     | Colombie                           | EF Education-EasyPost              | 17                                 |
| 6e                                 | Antonio Pedrero                    | Espagne                            | Movistar Team                      | 15                                 |
| 7e                                 | Mattias Skjelmose Jensen           | Danemark                           | Lidl-Trek                          | 13                                 |
| 8e                                 | Michał Kwiatkowski                 | Pologne                            | Ineos Grenadiers                   | 11                                 |
| 9e                                 | Warren Barguil                     | France                             | Arkéa-Samsic                       | 9                                  |
| 10e                                | Julian Alaphilippe                 | France                             | Soudal Quick-Step                  | 7                                  |
| 11e                                | Jasper Stuyven                     | Belgique                           | Lidl-Trek                          | 6                                  |
| 12e                                | Tobias Halland Johannessen         | Norvège                            | Uno-X Pro Cycling Team             | 5                                  |
| 13e                                | Alex Aranburu                      | Espagne                            | Movistar Team                      | 4                                  |
| 14e                                | Maxim Van Gils                     | Belgique                           | Lotto Dstny                        | 3                                  |
| 15e                                | Pascal Eenkhoorn                   | Pays-Bas                           | Lotto Dstny                        | 2                                  |
| modifier                           |                                    |                                    |                                    |                                    |

### Cols et côtes
| Col de la Moreno (km 7) 3e catégorie (4,8 km à 4,7 %) | Col de la Moreno (km 7) 3e catégorie (4,8 km à 4,7 %) | Col de la Moreno (km 7) 3e catégorie (4,8 km à 4,7 %) | Col de la Moreno (km 7) 3e catégorie (4,8 km à 4,7 %) | Col de la Moreno (km 7) 3e catégorie (4,8 km à 4,7 %) |
| ----------------------------------------------------- | ----------------------------------------------------- | ----------------------------------------------------- | ----------------------------------------------------- | ----------------------------------------------------- |
|                                                       | Coureur                                               | Pays                                                  | Équipe                                                | Point(s)                                              |
| 1er                                                   | Anthon Charmig                                        | Danemark                                              | Uno-X Pro Cycling Team                                | 2                                                     |
| 2e                                                    | Rémi Cavagna                                          | France                                                | Soudal Quick-Step                                     | 1                                                     |
| modifier                                              |                                                       |                                                       |                                                       |                                                       |

| Col de Guéry (km 27,3) 3e catégorie (7,8 km à 5,0 %) | Col de Guéry (km 27,3) 3e catégorie (7,8 km à 5,0 %) | Col de Guéry (km 27,3) 3e catégorie (7,8 km à 5,0 %) | Col de Guéry (km 27,3) 3e catégorie (7,8 km à 5,0 %) | Col de Guéry (km 27,3) 3e catégorie (7,8 km à 5,0 %) |
| ---------------------------------------------------- | ---------------------------------------------------- | ---------------------------------------------------- | ---------------------------------------------------- | ---------------------------------------------------- |
|                                                      | Coureur                                              | Pays                                                 | Équipe                                               | Point(s)                                             |
| 1er                                                  | Wout Poels                                           | Pays-Bas                                             | Bahrain Victorious                                   | 2                                                    |
| 2e                                                   | Krists Neilands                                      | Lettonie                                             | Israel-Premier Tech                                  | 1                                                    |
| modifier                                             |                                                      |                                                      |                                                      |                                                      |

| Col de la Croix Saint-Robert (km 66,6) 2e catégorie (6,0 km à 6,3 %) | Col de la Croix Saint-Robert (km 66,6) 2e catégorie (6,0 km à 6,3 %) | Col de la Croix Saint-Robert (km 66,6) 2e catégorie (6,0 km à 6,3 %) | Col de la Croix Saint-Robert (km 66,6) 2e catégorie (6,0 km à 6,3 %) | Col de la Croix Saint-Robert (km 66,6) 2e catégorie (6,0 km à 6,3 %) |
| -------------------------------------------------------------------- | -------------------------------------------------------------------- | -------------------------------------------------------------------- | -------------------------------------------------------------------- | -------------------------------------------------------------------- |
|                                                                      | Coureur                                                              | Pays                                                                 | Équipe                                                               | Point(s)                                                             |
| 1er                                                                  | Warren Barguil                                                       | France                                                               | Arkéa-Samsic                                                         | 5                                                                    |
| 2e                                                                   | Esteban Chaves                                                       | Colombie                                                             | EF Education-EasyPost                                                | 3                                                                    |
| 3e                                                                   | Georg Zimmermann                                                     | Allemagne                                                            | Intermarché-Circus-Wanty                                             | 2                                                                    |
| 4e                                                                   | Pello Bilbao                                                         | Espagne                                                              | Bahrain Victorious                                                   | 1                                                                    |
| modifier                                                             |                                                                      |                                                                      |                                                                      |                                                                      |

| Côte de Saint-Victor-la-Rivière (km 84,3) 3e catégorie (3,0 km à 5,9 %) | Côte de Saint-Victor-la-Rivière (km 84,3) 3e catégorie (3,0 km à 5,9 %) | Côte de Saint-Victor-la-Rivière (km 84,3) 3e catégorie (3,0 km à 5,9 %) | Côte de Saint-Victor-la-Rivière (km 84,3) 3e catégorie (3,0 km à 5,9 %) | Côte de Saint-Victor-la-Rivière (km 84,3) 3e catégorie (3,0 km à 5,9 %) |
| ----------------------------------------------------------------------- | ----------------------------------------------------------------------- | ----------------------------------------------------------------------- | ----------------------------------------------------------------------- | ----------------------------------------------------------------------- |
|                                                                         | Coureur                                                                 | Pays                                                                    | Équipe                                                                  | Point(s)                                                                |
| 1er                                                                     | Esteban Chaves                                                          | Colombie                                                                | EF Education-EasyPost                                                   | 2                                                                       |
| 2e                                                                      | Warren Barguil                                                          | France                                                                  | Arkéa-Samsic                                                            | 1                                                                       |
| modifier                                                                |                                                                         |                                                                         |                                                                         |                                                                         |

| \| Côte de La Chapelle-Marcousse (km 138,6) 3e catégorie (6,5 km à 5,6 %) \| Côte de La Chapelle-Marcousse (km 138,6) 3e catégorie (6,5 km à 5,6 %) \| Côte de La Chapelle-Marcousse (km 138,6) 3e catégorie (6,5 km à 5,6 %) \| Côte de La Chapelle-Marcousse (km 138,6) 3e catégorie (6,5 km à 5,6 %) \| Côte de La Chapelle-Marcousse (km 138,6) 3e catégorie (6,5 km à 5,6 %) \| \| ---------------------------------------------------------------------- \| ---------------------------------------------------------------------- \| ---------------------------------------------------------------------- \| ---------------------------------------------------------------------- \| ---------------------------------------------------------------------- \| \| \| Coureur \| Pays \| Équipe \| Point(s) \| \| 1er \| Krists Neilands \| Lettonie \| Israel-Premier Tech \| 2 \| \| 2e \| Esteban Chaves \| Colombie \| EF Education-EasyPost \| 1 \| \| modifier \| \| \| \| \| |                 |          |                       |          |
| Côte de La Chapelle-Marcousse (km 138,6) 3e catégorie (6,5 km à 5,6 %) |                 |          |                       |          |
| | Coureur         | Pays     | Équipe                | Point(s) |
| 1er | Krists Neilands | Lettonie | Israel-Premier Tech   | 2        |
| 2e | Esteban Chaves  | Colombie | EF Education-EasyPost | 1        |
| modifier |                 |          |                       |          |

### Prix de la combativité
- Krists Neilands (Israel-Premier Tech)

## Classements à l'issue de l'étape
Cette section présente le classement général et les différents classements annexes à l'issue de l'étape.

### Classement général
| Classement général | Classement général | Classement général | Classement général | Classement général  |
|                    | Coureur            | Pays               | Équipe             | Temps               |
| ------------------ | ------------------ | ------------------ | ------------------ | ------------------- |
| 1er                | Jonas Vingegaard   | Danemark           | Jumbo-Visma        | en 42 h 33 min 13 s |
| 2e                 | Tadej Pogačar      | Slovénie           | UAE Team Emirates  | + 17 s              |
| 3e                 | Jai Hindley        | Australie          | Bora-Hansgrohe     | + 2 min 40 s        |
| 4e                 | Carlos Rodríguez   | Espagne            | Ineos Grenadiers   | + 4 min 22 s        |
| 5e                 | Pello Bilbao       | Espagne            | Bahrain Victorious | + 4 min 34 s        |
| 6e                 | Adam Yates         | Royaume-Uni        | UAE Team Emirates  | + 4 min 39 s        |
| 7e                 | Simon Yates        | Royaume-Uni        | Team Jayco AlUla   | + 4 min 44 s        |
| 8e                 | Tom Pidcock        | Royaume-Uni        | Ineos Grenadiers   | + 5 min 26 s        |
| 9e                 | David Gaudu        | France             | Groupama-FDJ       | + 6 min 1 s         |
| 10e                | Sepp Kuss          | États-Unis         | Jumbo-Visma        | + 6 min 45 s        |
| modifier           |                    |                    |                    |                     |

| Classement par points | Classement par points | Classement par points | Classement par points    | Classement par points |
| --------------------- | --------------------- | --------------------- | ------------------------ | --------------------- |
|                       | Coureur               | Pays                  | Équipe                   | Point(s)              |
| 1er                   | Jasper Philipsen      | Belgique              | Alpecin-Deceuninck       | 260 points            |
| 2e                    | Bryan Coquard         | France                | Cofidis                  | 149 pts               |
| 3e                    | Mads Pedersen         | Danemark              | Lidl-Trek                | 143 pts               |
| 4e                    | Wout van Aert         | Belgique              | Jumbo-Visma              | 112 pts               |
| 5e                    | Tadej Pogačar         | Slovénie              | UAE Team Emirates        | 85 pts                |
| 6e                    | Victor Lafay          | France                | Cofidis                  | 80 pts                |
| 7e                    | Jordi Meeus           | Belgique              | Bora-Hansgrohe           | 80 pts                |
| 8e                    | Biniam Girmay         | Érythrée              | Intermarché-Circus-Wanty | 77 pts                |
| 9e                    | Caleb Ewan            | Australie             | Lotto Dstny              | 73 pts                |
| 10e                   | Neilson Powless       | États-Unis            | EF Education-EasyPost    | 70 pts                |
| modifier              |                       |                       |                          |                       |

| Classement du meilleur grimpeur | Classement du meilleur grimpeur | Classement du meilleur grimpeur | Classement du meilleur grimpeur | Classement du meilleur grimpeur |
| ------------------------------- | ------------------------------- | ------------------------------- | ------------------------------- | ------------------------------- |
|                                 | Coureur                         | Pays                            | Équipe                          | Point(s)                        |
| 1er                             | Neilson Powless                 | États-Unis                      | EF Education-EasyPost           | 46 points                       |
| 2e                              | Felix Gall                      | Autriche                        | AG2R Citroën Team               | 28 pts                          |
| 3e                              | Tobias Halland Johannessen      | Norvège                         | Uno-X Pro Cycling Team          | 26 pts                          |
| 4e                              | Ruben Guerreiro                 | Portugal                        | Movistar Team                   | 22 pts                          |
| 5e                              | Michael Woods                   | Canada                          | Israel-Premier Tech             | 20 pts                          |
| 6e                              | Tadej Pogačar                   | Slovénie                        | UAE Team Emirates               | 19 pts                          |
| 7e                              | Jai Hindley                     | Australie                       | EF Education-EasyPost           | 19 pts                          |
| 8e                              | Giulio Ciccone                  | Italie                          | Lidl-Trek                       | 19 pts                          |
| 9e                              | Jonas Vingegaard                | Danemark                        | Jumbo-Visma                     | 18 pts                          |
| 10e                             | Pierre Latour                   | France                          | TotalEnergies                   | 16 pts                          |
| modifier                        |                                 |                                 |                                 |                                 |

| Classement général du meilleur jeune | Classement général du meilleur jeune | Classement général du meilleur jeune | Classement général du meilleur jeune | Classement général du meilleur jeune |
|                                      | Coureur                              | Pays                                 | Équipe                               | Temps                                |
| ------------------------------------ | ------------------------------------ | ------------------------------------ | ------------------------------------ | ------------------------------------ |
| 1er                                  | Tadej Pogačar                        | Slovénie                             | UAE Team Emirates                    | en 42 h 33 min 30 s                  |
| 2e                                   | Carlos Rodríguez                     | Espagne                              | Ineos Grenadiers                     | + 4 min 5 s                          |
| 3e                                   | Tom Pidcock                          | Royaume-Uni                          | Ineos Grenadiers                     | + 5 min 9 s                          |
| 4e                                   | Felix Gall                           | Autriche                             | AG2R Citroën Team                    | + 9 min 29 s                         |
| 5e                                   | Mattias Skjelmose Jensen             | Danemark                             | Lidl-Trek                            | + 26 min 33 s                        |
| 6e                                   | Mathieu Burgaudeau                   | France                               | TotalEnergies                        | + 39 min 59 s                        |
| 7e                                   | Tobias Halland Johannessen           | Norvège                              | Uno-X Pro Cycling Team               | + 49 min 25 s                        |
| 8e                                   | Matteo Jorgenson                     | États-Unis                           | Movistar Team                        | + 56 min 50 s                        |
| 9e                                   | Matîs Louvel                         | France                               | Arkéa-Samsic                         | + 1 h 5 min 24 s                     |
| 10e                                  | Matthew Dinham                       | Australie                            | Team DSM-Firmenich                   | + 1 h 16 min 39 s                    |
| modifier                             |                                      |                                      |                                      |                                      |

| Classement par équipes | Classement par équipes | Classement par équipes | Classement par équipes |
|                        | Équipe                 | Pays                   | Temps                  |
| ---------------------- | ---------------------- | ---------------------- | ---------------------- |
| 1re                    | Bahrain Victorious     | Bahreïn                | en 127 h 54 min 45 s   |
| 2e                     | Ineos Grenadiers       | Royaume-Uni            | + 1 min 11 s           |
| 3e                     | Jumbo-Visma            | Pays-Bas               | + 5 min 0 s            |
| 4e                     | AG2R Citroën Team      | France                 | + 13 min 51 s          |
| 5e                     | UAE Team Emirates      | Émirats arabes unis    | + 16 min 12 s          |
| 6e                     | Groupama-FDJ           | France                 | + 19 min 5 s           |
| 7e                     | Bora-Hansgrohe         | Allemagne              | + 37 min 23 s          |
| 8e                     | Movistar Team          | Espagne                | + 42 min 54 s          |
| 9e                     | Lidl-Trek              | États-Unis             | + 1 h 13 min 49 s      |
| 10e                    | Team Jayco AlUla       | Australie              | + 1 h 23 min 4 s       |
| modifier               |                        |                        |                        |

### Sanctions au classement UCI
| \| Coureur \| Pays \| Équipe \| Points \| \| --------------- \| ------- \| -------- \| ----------- \| \| Antonio Pedrero \| Espagne \| Movistar \| - 25 points \| |         |          |             |
| Coureur | Pays    | Équipe   | Points      |
| Antonio Pedrero | Espagne | Movistar | - 25 points |

## Abandons
Il n'y a pas eu d'abandon lors de cette 10e étape.